# Holtville (Alabama)
Holtville – jednostka osadnicza w Stanach Zjednoczonych, w stanie Alabama, w hrabstwie Elmore.